# Rita, Sue and Bob Too!
Rita, Sue and Bob Too! is een komische film van Alan Clarke uit 1986, gebaseerd op het gelijknamige toneelstuk en het stuk ‘The Arbour’ van Andrea Dunbar.
De prent is een licht erotische satire op het sociale leven in Noord-Engeland ten tijde van het conservatieve bewind van de jaren 80 en werd in Bradford in West Yorkshire opgenomen. De wereld van Rita en Sue in de wijk Butterworth zorgt voor een schril contrast met de opulente omgeving van het personage Bob, terwijl het alcoholisme van Sues vader en de rommeligheid van de krottenwijk een realistische toets aan het verhaal verlenen. De humoristische weergave van recreatieve seksualiteit tussen jongeren druiste in tegen ontmoedigingscampagnes door de overheid ten tijde van de maatschappelijke angst voor een aidsepidemie.
Rita, Sue and Bob Too! bevat een gastoptreden van de feestgroep Black Lace. De British Board of Film Classification achtte de film niet geschikt voor minderjarigen en gaf hem het label 18+.

## Verhaal
Bradford in het midden van de jaren 80. De vader van Sue strompelt stomdronken naar zijn huis in een afgeleefd appartementsgebouw, waar Sue net op weg gaat om haar vriendin Rita op te halen, die in een pand woont waar haar broers als een motorbende leven. De twee moeten gezamenlijk gaan babysitten bij Bob en Michelle, die in een welvarende wijk van de stad wonen. Rita en Sue kijken op de sofa naar een videoclip van House of Fun van Madness.
Bob geeft Rita en Sue een lift naar huis en biedt hun wat geld aan om sigaretten te kopen. Tijdens de rit stelt hij hun voor, een uitstapje naar de heide te maken en vraagt hen of ze nog maagd zijn, waarop ze beiden bevestigend antwoorden. Het gesprek gaat algauw enkel nog over seks, en wanneer ze op de heide arriveren, klaagt Bob dat Michelle er nauwelijks nog zin in heeft. Rita en Sue vragen Bob of hij kan demonstreren hoe condooms gebruikt worden. Binnen de kortste keren heeft Bob seks met Sue en vervolgens met Rita, maar met Rita duurt het minder lang. Sues vader is verontwaardigd omdat ze zo laat thuiskomt, maar is te dronken om iets te ondernemen.
’s Anderendaags na de school praten Rita en Sue over hoe leuk Bob wel is. Sue werkt voor een taxibedrijf en ontmoet de Pakistaan Aslam, die haar uit vraagt. Op weg naar de tennisles bezuipen Rita, Sue en hun klasgenoten zich. Tijdens de les duikt Bob op aan de rand van het veld en gebaart naar beiden; hij wil hen meenemen voor wat seks. Rita weet weg te komen, maar Sue krijgt geen toestemming van de lerares.
Tijdens het strijken vindt Michelle een doosje condooms in Bobs broekzak; ze wordt argwanend. Bob verwijt Michelle dat ze nooit zin in seks heeft. Bob had een affaire met een vorige babysit, maar Michelle vermoedt op dit ogenblik nog niet dat hij het ditmaal met Sue en Rita doet. Beiden spelen ze opnieuw voor oppas, hebben het in de riante woning naar hun zin en dansen op More than Physical van Bananarama. Wanneer Bob en Michelle weer thuiskomen, komt het tot een confrontatie tussen Michelle en Rita en Sue. Tijdens het naar huis wandelen zijn ze beiden ongeduldig: ze willen zo snel mogelijk weer met Bob van bil gaan. In bed verzekert Bob Michelle dat hij geen relatie met Rita en Sue heeft; Michelle onderneemt een weinig succesrijke poging tot seks met hem.
De geruchten in de stad verspreiden zich ras; Sue vecht met een van haar klasgenoten die haar een slet noemt. Rita en Sue worden voor een week van school geschorst, maar vertellen dit niet aan hun ouders. Tijdens hun volgende uitstapje naar de heide is Bob enigszins contemplatief; hij poogt seks met Rita te hebben, maar kan geen erectie krijgen, tot hilariteit van Sue, die ervan overtuigd is dat de seks beter is wanneer Bob het als eerste met haar doet. Als compensatie besluit Bob ze allebei naar een feestje mee te nemen. Op een concert van Black Lace dansen de drie op het nummer Gang Bang, tongzoenen elkander en amuseren zich rot. Eensklaps merkt Bob dat Michelles beste vriendin Mavis ook op het feest aanwezig is en alles gezien heeft.
Michelles vriendin trekt ’s anderendaags naar Bob en Michelles huis om alles aan Michelle te vertellen. Prompt trekt Michelle naar het krot waar Rita woont en sleept haar mee in de auto. Vervolgens rijden ze naar Sues huis om Sue te confronteren. Midden op straat breekt een agressieve woordenwisseling uit tussen Michelle, Sue, Sues ouders, Rita en Bob, die spoedig daarop arriveert. De omwonenden slaan alles geamuseerd gade op hun balkons en Bob trekt zijn jas uit om met Sues bezopen vader op de vuist te gaan. Op dat moment komt de motorbende Rita redden. De razende Michelle keert terug naar huis, slaat het hele meubilair in de prak, vertrappelt Bobs pakken en verlaat hem definitief.
Het is Rita en Sues laatste week op school. Sue rent naar Rita’s huis om haar op te halen, maar Rita weigert naar school terug te keren. Het blijkt dat Bob Rita gevraagd heeft bij hem in te trekken en daarenboven dat Rita zwanger is: Bob heeft buiten Sues medeweten om seks met Rita gehad. Sue voelt zich gekwetst en besluit afstand van Bob te nemen.
Aslam neemt Sue mee naar een Pakistaanse bioscoop. Tijdens een romantisch uitje op de heide worden ze een paar. Wanneer Sue haar nieuwe vriend mee naar huis neemt, slaat Sues vader een heleboel racistische praat uit, maar hij is te dronken om gewelddadig te worden. Sues vader gooit beiden eruit; ze gaan bij Aslams zuster wonen, die geen Engels spreekt en niet toestaat dat Sue en Aslam met elkaar slapen.
Rita heeft een miskraam gehad. In het ziekenhuis biedt Bob Sue een lift naar huis aan, maar heeft onderwijl opnieuw seks met haar. Aslam heeft dit in de gaten en ontpopt zich tot een agressieve en jaloerse man. Hij slaat Sue en verbiedt haar, met andere mannen om te gaan. Wanneer Rita weer thuis bij Bob is, verspreekt hij zich en noemt haar per ongeluk Sue tijdens het vrijen. Rita heeft door dat Bob achter haar rug seks met Sue heeft en licht Aslam hierover in. Ze trekken naar het huis van Aslams zuster, waar Sue woont. Aslam wordt gewelddadig en slaat Sue opnieuw; dit heeft Rita niet gewild. Ze schopt Aslam in de testikels en Rita en Sue rennen beiden weg.
Rita en Sue bevinden zich beiden in Bobs huis, wanneer Aslam arriveert en binnen wil geraken. De buurman heeft dit gezien en belt de politie. Aslam smeekt en bedelt, en dreigt ermee zelfmoord te plegen: hij beweert dat hij enkele giftige tabletten bij zich heeft en vraagt om een glas water om ze in te nemen. Sue geeft hem een glas water door het kattenluik en Aslam doet alsof hij stervende is. Wanneer hij de politiesirene hoort, zet hij het echter meteen op een lopen.
’s Avonds komt Bob terug van zijn werk en treft Rita en Sue aan. Rita vertelt hem dat Sue voortaan bij hen zal inwonen. Bob is verward; zijn avondeten is niet gereed, en hij besluit dan maar een bad te nemen. Terwijl hij zich uitkleedt, opent hij de deur van zijn slaapkamer en treft Rita en Sue halfnaakt in zijn bed aan. Bob springt in bed voor trioseks.

## Rolverdeling
| Acteur           | Personage             |
| ---------------- | --------------------- |
| Siobhan Finneran | Rita                  |
| Michelle Holmes  | Sue                   |
| George Costigan  | Bob                   |
| Lesley Sharp     | Michelle              |
| Willie Ross      | vader van Sue         |
| Patti Nicholls   | moeder van Sue        |
| Kulvinder Ghir   | Aslam                 |
| Maureen Long     | moeder van Rita       |
| Bernard Wrigley  | leraar                |
| Black Lace       | zichzelf              |
| Nancy Pute       | Mavis                 |
| Paul Hedges      | buurman met tuinslang |
| Kailash Patel    | zuster van Aslam      |